# Regresja (psychologia)
Regresja – w psychologii nieświadomy mechanizm obronny; cofanie się do zachowania charakterystycznego dla wcześniejszego okresu rozwojowego. 
Powrót ten może również objawiać się na płaszczyźnie emocjonalnej (odczuwanie siebie jako dziecka, przypominanie sobie uczuć podobnych do tych odczuwanych jako dziecko, itp.).
Regresja zachodzi głównie pod wpływem stresu, może mieć także miejsce na polecenie hipnotyzera podczas hipnozy (tzw. regresja hipnotyczna), albo autohipnozy (zob. też: psychologiczna strzałka czasu).
Podczas regresji człowiek czasem przypomina sobie fakty od dawna zapomniane. Bywa jednak i tak, że fakty zasłyszane (np. treść książek) lub kompletnie zmyślone objawiają mu się jako autentyczne.
Mianem regresji swoją technikę określają zwolennicy regresingu.
Wyróżnia się regresję psychologiczną (patologiczna) oraz adaptacyjną (funkcja relaksacyjna).